# Sun Embassy
Sun Embassy ist ein Jazzalbum von Sun Ra and His Astro-Ihnfinity Arkestra. Die Aufnahmen entstanden 1968 und 1969 bei Probeaufnahmen im Haus von Sun Ra in Philadelphia und erschienen als Langspielplatte im Februar 2018 auf dem Label Roaratorio.

## Hintergrund
Die Aufnahmen auf dem posthum veröffentlichten Album Sun Embassy umfassen Probenbänder von fünf Sessions des Sun Ra Arkestra, aufgenommen von Mai 1968 bis Oktober 1969. Dies geschah kurz nachdem Sun Ra die LP Black Mass (Jihad Productions, 1968) mit LeRoi Jones (alias Amiri Baraka) und Pictures of Infinity eingespielt hatte, und vor den Aufnahmen zu My Brother the Wind (Saturn, 1970) und dem Auftritt beim Newport Jazz Festival 1969.
Sun Embassy war – nach Other Strange Worlds, Sign of the Myths (2014) und The Intergalactic Thing – der vierte Teil von Veröffentlichungen des Labels Roaratorio mit Archivmaterial von Aufnahmen des Sun Ra Arkestra, in diesem Fall Probenaufnahmen aus den „Sun Studios“, dem Haus Sun Ras in der 5626 Morton Street in Philadelphia aus den Jahren 1968/1969. Das Album enthält insgesamt neun Stücke, darunter sechs Ra-Kompositionen, die bislang unveröffentlicht waren, außerdem Versionen von Arkestra-Stücken aus den 1950er-Jahren wie „Ancient Aiethiopia“ (von Jazz in Silhouette, 1959) und „Sunology“ (von Super-Sonic Jazz, 1957).
Weitere Stücke wie „The Strange“, „Dance of Fire“ und „Cosmic Strut“ sind Perkussions-orientierte Stücke; letzteres zeigt Einflüsse des zeitgenössischen Funks des Jahres 1968. Das Titelstück umgibt die drei Flötenspieler Danny Davis, Danny Ray Thompson und Marshall Allen mit Congas, Perkussion, Sun Ras Clavinet und John Gilmores selten gespielte Klarinette.

## Titelliste
- Sun Ra: Sun Embassy (Roaratorio 45)[4]

A1 The Stranger 5:26

A2 Dance of Fire 6:49

A3 My Reality Is Real 2:39

A4 Cosmic Strut 6:19

B1 Sun Embassy 3:28

B2 Walk Around Saturn 5:40

B3 Sunology 2:27

B4 Why Go to the Moon? 3:57

B5 Ancient Aethiopia 4:07
Die Kompositionen stammen von Sun Ra.

## Die Sessions
- 14. Mai 1968: Danny Davis (as, perc), Marshall Allen (as, fl, perc), Ronnie Boykins (kb), Lex Humphries (dr), Sun Ra (perc)

The Stranger
- 21. Juni 1968: Sun Ra (clavinet), Danny Davis, Danny Ray Thompson, John Gilmore, Lex Humphries, Marshall Allen, Nimrod Hunt (perc)

Dance of fire
- 21. Juni 1968: Danny Davis (as), Marshall Allen (as, fl), Sun Ra (clavinet), Lex Humphries, Nimrod Hunt (perc), John Gilmore (ts), Charles Stephens (trb)

Cosmic Strut
- 8. August 1968: Danny Davis (as, vcl), Marshall Allen (as, pic-fl, vcl), Lex Humphries (dr, vcl), Sun Ra (org, vcl), Danny Ray Thompson, Nimrod Hunt (perc, vcl), John Gilmore (ts, vcl)

Why Go to the Moon?
Ancient Aethiopia
- 28. Juni 1969: Danny Davis, Marshall Allen (as, fl), Sun Ra (spacemaster), Lex Humphries, Nimrod Hunt (perc), John Gilmore (ts) Walter Miller (tp)

Walk Around Saturn
- 21. Oktober 1969: Danny Davis, Marshall Allen (as), Danny Ray Thompson (bgo), Lex Humphries (dr), Sun Ra (org), John Gilmore (ts)

My Reality Is Real
- 21. Oktober 1969: John Gilmore (cl), Nimrod Hunt (cga), Danny Davis, Danny Ray Thompson, Marshall Allen (fl), Sun Ra (org), Lex Humphries (perc)

Sun Embassy
- 21. Oktober 1969: Marshall Allen (as), Sun Ra (org), Lex Humphries, Nimrod Hunt (perc), John Gilmore (ts)

Sunology

## Rezeption
Sun Embassy versammele Stücke aus dem Jahr 1968 „mit einer sanften Ahnung von Funk“ und enthalte zudem Neuinterpretationen der Exotica-Klassiker „Ancient Aethopia“ und „Sunology“, schreibt David Mochida Krispel im Falter.
Der Höhepunkt des Albums dürfte „Sunology“ sein, eine schöne und sanfte Ballade, die Gilmore und Allen in Harmonie präsentiert, bevor Sun Ra eine Blues-Orgel vorlegt, meint der Sun-Ra-Forscher und Produzent des Albums, Michael D. Anderson, in den Liner Notes, des Weiteren „Sunology“, „Ancient Aiethiopia“ und eine frühe Interpretation von „Why Go to the Moon?“.